# Franco La Polla
Francesco Saverio La Polla detto Franco (Faenza, 7 ottobre 1943 – Pavia, 27 febbraio 2009) è stato uno storico del cinema e critico cinematografico italiano.
Dal 2004 al 2007 è stato professore di storia del cinema e direttore del Dipartimento di Musica e Spettacolo (DAMS) dell'Università di Bologna.

## Biografia
Nato a Faenza nel 1943, per 30 anni professore universitario di storia e letteratura nordamericana in vari atenei.
Tra i suoi libri più importanti Introduzione al cinema di Hollywood, Sogno e realtà nel cinema di Hollywood (vincitore di un Efebo d'oro nel 1988), Stili americani, L'età dell'occhio, Intertextual identity (sugli ebrei americani). Tra le monografie: l'adorato Sydney Pollack a Stanley Donen/Gene Kelly (Ed. Il Castoro), Joseph Mankiewicz, Steven Spielberg (sempre per il Castoro), la trilogia su Star Trek (Il cielo è il limite per Lindau; Foto di gruppo con Astronave e Star Trek al cinema per Punto Zero); Minority Report (e Philip K. Dick), Vittorio De Sica e François Truffaut. E poi i libri-cataloghi dedicati a Joe Dante e Angelo Novi per la retrospettiva di Locarno e la mostra del 2007 a Bologna. La Polla è stato anche conferenziere, consulente di festival (Venezia, Verona, Roma, Bologna, Locarno, il Nightmare di Ravenna) e di commissioni ministeriali, interfaccia universitaria italo-californiana.
Teorico e specialista di fama internazionale, La Polla era stato, con Guido Fink, Giovanna Grignaffini e Piera Detassis tra gli animatori della rivista Cinema & Cinema, nata nel 1974 per declinare, con più passione marxista e modernità di sguardo, l'analisi del linguaggio cinematografico e del suo contesto mitico-storico, inaugurata da Cinema Nuovo e appesantita da metodologie sempre più dogmatiche. Ha collaborato a varie riviste culturali, Il Verri, Paragone, Il Ponte, Studi Americani, affiancando sempre il dinamismo teorico alla profondità pratica, come operatore culturale, radiofonico (deliziose e profetiche le sue parodie, a Hollywood Party, su Radiotre, dell'agguerrito e indomito critico cinematografico di Bollywood Biryani Rawalpindi). Ha collaborato con vari quotidiani, fra i quali Il Resto del Carlino, Nazione, L'Unità, Il Giorno.
A partire dal 2010 a La Polla è stato intitolato dal Future Film Festival di Bologna un premio per la migliore tesi di laurea sul cinema di fantascienza.
Paolo Virzì ha annunciato fra le novità riguardanti il Torino Film Festivall, dal dicembre del 2012 sotto la sua direzione, una retrospettiva sulla stagione cinematografica della New Hollywood intitolata idealmente a Franco La Polla: "Immaginiamo una trentina di titoli, e la vorremmo dedicare idealmente a quel grande critico e studioso di cinema americano che era Franco La Polla, che per primo e in modo intelligente, libero e autorevole dedicò a quella stagione delle pubblicazioni imprescindibili" ha commentato il regista.

## Commemorazione
L'università lo ricorda così:
(Università di Bologna)

## Opere
- Struttura e mito nella narrativa americana del '900, Marsilio, 1974 (con in appendice un saggio di Gianni Celati)
- Il nuovo cinema americano, Marsilio, 1978
- Sydney Pollack, Il Castoro 1978 (ed. aggiornata nel 2006)
- Il nuovo romanzo americano, n. speciale della rivista Carte Segrete, 1980
- Mito e modelli mitologici nel romanzo americano del '900, CLUEB, 1980
- Steven Spielberg, Il Castoro 1981 (seconda edizione aggiornata 1995)
- Un posto nella mente: il nuovo romanzo americano, 1962-1982 , Longo 1983
- Poesia californiana contemporanea n. speciale della rivista Carte Segrete, 1984
- Il racconto innovativo americano contemporaneo, n. speciale della rivista Carte Segrete, 1985
- Sogno e realtà americana nel cinema di Hollywood, Laterza 1987 (Premio Efebo D'Oro di Agrigento - Premio U. Barbaro - Filmcritica), riedito da Il Castoro nel 2004
- L'insospettabile Joseph Mankiewicz, Ed La Biennale di Venezia 1987
- Questa non è l'Australia?, Lindau 1994
- Star Trek: Foto di gruppo con astronave, Punto Zero 1995
- Spielberg su Spielberg (con Maria Teresa Cavina), Lindau 1995
- Il nuovo cinema americano: 1967-1975, Lindau, 1996 (3.a ed. riveduta; 2.a ristampa, 2002).
- Intertextual identity. Reflections on jewish-american artists, Patron 1997 (con Gabriella Morisco)
- Stanley Donen/Gene Kelly. Cantando sotto la pioggia, Lindau 1997
- Star Trek: Il cielo è il limite, Lindau 1998
- Star Trek al cinema, Punto Zero 1999
- L'età dell'occhio. Il cinema e la cultura americana, Lindau 1999
- Stili americani, Bononia University Press 2003
- Introduzione al cinema di Hollywood, Mondadori Università 2006
- Sam Peckinpah. Il ritmo della violenza (con saggio: “Il Diavolo e il buon Dio”), Recco, Le Mani, 2006.
- Action! How great filmmakers direct actors, Minimum Fax 2007
- Ombre americane. Regia, interpretazione, narrazione a Hollywood fra storia e cultura nazionale, Bononia University Press 2008

## Antologie, Readings, Atti e Cataloghi
- Spielberg su Spielberg (con M.T.Cavina), selezione di interviste con introd. e traduz., Torino, Lindau, 1995.

- Sydney Pollack. Cineasta e gentiluomo, reading (con art:: "Cineasta e gentiluomo"), intervista e antologia della critica anglosassone, Catalogo della Retrospettiva del Festival del cinema sentimentale e mélo di Verona, Torino, Lindau, 1997.

- Poetiche del cinema hollywoodiano contemporaneo (con art.: “Nuova New New Hollywood o Next Generation?”), Atti del convegno di Bologna, Nov. 1996, Torino, Lindau, 1997 (1.a ristampa, 2001).

- Intertextual Identity. Reflections on Jewish-American Artists (con G. Morisco), Bologna, Patron, 1997.

- Star Trek: il cielo è il limite, reading (con art.: "Il cielo è il limite"), Torino, Lindau, 1998.

- Hollywood Boulevard. Joe Dante e l’altro cinema indipendente (con art.: “Mr. Sandman incontra l’Uomo Lupo…”), Catalogo della Retrospettiva, Festival di Locarno 1999, Milano, Olivares, 1999.

- The Body Vanishes. La crisi dell’identità e del soggetto nel cinema americano contemporaneo (con art.: “The Body Vanishes”), Atti del convegno di Bologna, Nov. 1998, Torino, Lindau, 2000.

- Il cinema che ha fatto sognare il mondo. La commedia brillante e il musical, (con F. Monteleone), Roma, Bulzoni, 2002.

- All That Jazz. From New Orleans to Hollywood and Beyond (con art.: “Laocoon between Hollywood and New Orleans”), Catalogo della Retrospettiva, Festival di Locarno 2003, Milano, Olivares, 2003 (ed. francese: All That Jazz. Un siècle d'accords et désaccords entre cinéma et jazz, Paris, Ed. Cahiers du Cinéma, 2003).

- Sam Peckinpah. Il ritmo della violenza (con saggio: “Il Diavolo e il buon Dio”), Recco, Le Mani, 2006.

- Un altro West.Le foto di Angelo Novi sui set del western all'italiana, (con introduz. “Il telefono senza fili di Angelo Novi”, pp. 5-8, Cineteca, n. speciale del Novembre 2007.

## Saggi e articoli di carattere letterario e cinematografico dal 1995
- “Letteratura inglese: il vizio e le virtù”, L'informazione bibliografica, 1, Gennaio-Marzo 1995.

- “Da quale parte della cerniera? Il giornalismo e il cinema hollywoodiano”, Professione reporter. L’immagine del giornalismo nel cinema (a cura di A. Barbera, P. Bertetto, S. Cortellazzo), Torino, Lindau, 1995.

- “The Psychogeography of American Theme Parks”, Magazine, 2, Fall 1995, San Francisco State University.

- “Letteratura americana: Babbitt per sempre”, L'Informazione Bibliografica, 1, Gennaio-Marzo 1996.

- “Benjy et Quentin: Deux faces de la meme réalité dans Le Bruit et la Fureur de William Faulkner”, Gradiva. Revue Européenne d'Anthropologie Littéraire, I, 1, Printemps 1996.

- "La dea dell'amore di Woody Allen", Cineforum, 351, Gennaio-Febbraio 1996, pp. 70-2.

- "Sabrina di Sydney Pollack", ibid., 353, Aprile 1996, pp. 71-4.

- "Cinema e critica: contro la superficie", Cinecritica, Aprile-Settembre 1996, pp. 139-43.

- "Elogio dell'ovvietà" (sulle videoteche), SegnoCinema, 79, Maggio-Giugno 1996, pp. 21-3.

- "Memorandum per la critica: ringraziare Woody Allen", Garage, 7, Giugno 1996, pp. 19-27.

- "Jack di Francis Ford Coppola", Cineforum, 359, Novembre 1996, pp. 56-9.

- "L'orrore del pensiero" (su X-Files), ibid., 360, Dicembre 1996, pp. 36-40.

- "Kansas City di Robert Altman", ibid., pp. 58-61.

- "Un vero uomo di cinema" (su F.F.Coppola), La magnifica ossessione, 18, 1996, pp. 4-6.

- "Sleepless in Seattle (cioè Portland)", Cineteca, 3, Maggio-Giugno 1996 , p. 5.

- "Chuck Jones: la follia nel metodo", ibid., p. 7.

- "Notizie sul nostro presente" (sul cinema hollywoodiano contemporaneo), ibid., Novembre-Dicembre 1996, p. 4.

- "Natura e cultura: l'eredità di Valentino, Valentino: lo schermo della passione, a cura di P. Cristalli, Ancona, TransEuropa, 1996, pp. 99-107.

- "Il segno di Valentino: un divo alla moviola", Valentino e gli altri. 100 anni di cinema e divismo maschile, a cura di C. Battista e M. Causo, Assessorato Provincia di Taranto, Taranto, 1996, pp. 67-78.

- "Sogno americano, incubo americano. Ovvero: il diritto alla storicizzazione", The Beat Goes On. 50 anni di controcultura, Catalogo delle Retrospettiva, Mostra d'Arte Cinematografica di Venezia 1996, a cura di F. Minganti, Milano, Ed. Giorgio Mondadori, 1996, pp. 21-7.

- "Sul modo in cui Bernardo Bertolucci ha trovato l'America", Bernardo

Bertolucci: la strategia dell'inconscio, a cura di F. Mariotti, Roma, ANCCI, 1996, pp. 35-42. 
- "Chiamata per il morto: Peter Sellers incontra il suo destino", Peter Sellers, a cura di E. Martini, Bergamo, Ed. Bergamo Film Meeting, 1996, pp. 37-9.

- "Cambiare la costituzione (o la testa?): i Beatles fra pop e letteratura", Analisi e canzoni, a cura di R. Dalmonte, Dipart. di Scienze Filologiche e Storiche, Univ. degli Studi di Trento, Trento, 1996, pp. 291-7.

- “Voci vere e voci false”, La questione del doppiaggio (a cura di E. Di Fortunato e M. Paolinelli), Roma, AIDAC, 1996.

- Letteratura inglese: i disagi e le incertezze, "L'informazione bibliografica", 1, Gennaio-Marzo 1997.

- Presentazione dei saggi di S. Elkin e R. Coover, e dell'intervista di A. Cristopovici a J. Hawkes, Poetiche, 1-2, 1997.

- Prefazione a Will Eisner, Verso la tempesta, Bologna, PuntoZero, 1997.

- "Il cervello non basta" (su Woody Allen), in Cineforum, 361, Gennaio-Febbraio 1997, pp. 4-5.

- "Le bordate di Bordwell", in Bianco e Nero, 1-2, Gennaio-Giugno 1997, pp. 22-23.

- "Corpi superficiali" (sull'iperrealismo), in Cineforum, 366, Luglio-Agosto 1997, pp. 27-28.
- "Cinema e critica: contro la superficie", in CineCritica, 2-3, Aprile-Settembre 1997, pp. 139-43.

- "Mito e Fiction, ovvero: dare un senso al mondo, dare un senso al film", in Close Up, 2, Settembre 1997, pp. 70-77.

- "Il mondo perduto di Steven Spielberg", in Cineforum, 367, Settembre 1997, pp. 70-72.

- "Nuova New New Hollywood o Next Generation?", in Poetiche del cinema hollywoodiano contemporaneo, a cura di F. La Polla, Torino, Lindau, 1997, pp.  7-14.

- "La quadrature du cercle: l'ile et le volcan dans le cinéma d'Hollywood", in L'ile et le volcan: formes et forces de l'imaginaire, a cura di J. Burgos e G. Rubino, Paris, Ed. Lettres Modernes, 1997.

- "Kansas City di Robert Altman", in L'Indice dei Libri, 2, Febbraio 1997.

- "Il paziente inglese di Anthony Minghella", in L'Indice, 5, Maggio 1997.

- "Uno (anzi due) Star Trek di meno", in Ombre che camminano.

- Shakespeare nel cinema, a cura di E. Martini, Catalogo della Retrospettiva del Bergamo Film Meeting, Bergamo, 1997, poi ristampato in Ombre che camminano. Shakespeare nel cinema (a cura di E. Martini), Torino, Lindau, 1998.

- "L'impossibile trapianto dei fagioli e le sue conseguenze", in Dal cinema al cinema: La nuova critica e le origini delle "nouvelles vagues", a cura di S. Toni e P. Cristalli, Transeuropa, Ancona, 1997, pp. 28-32.

- “Brain Work Can Be Very Tiring: riflessioni sul rinascimento cinematografico australiano”, Immaginando l’Australia (a cura di S. Albertazzi, S. Downing, M. Turci), Roma, Vecchiarelli, 1998.

- “Una penna e una pistola”, Delitto per delitto (a cura di M. Sebastiani e M. Sesti), Torino, Lindau, 1998.

- “William Friedkin: la paura e la legge” (intervista a W. Friedkin), Bianco & Nero, 1, 1998.

- “Fanteria dello spazio di Paul Verhoeven”, Cineforum, 371, Gennaio-Febbraio 1998.

- “Will Hunting. Genio ribelle di Gus Van Sant”, Cineforum, 372, Marzo 1998.

- “Multiculturalismo e integralismo” (su Amistad di S. Spielberg), Cineforum, 372, Marzo 1998.

- “Amistad di Steven Spielberg”, L’Indice dei Libri, Maggio 1998.

- “La fantascienza intorno a noi”, Il ragazzo selvaggio, 9/10, Maggio-Agosto 1998, pp. 4-8.

- “The Truman Show di Peter Weir”, Cineforum, 377, Settembre 1998.

- “L’uomo che sussurrava ai cavalli di Robert Redford”, Cineforum, 378, Ottobre 1998.

- “X-Files tra orrore, fantascienza e parodia”; Cineforum, 379, Novembre 1998.

- “La vita gaia e gloriosa di un ragazzo triste” (su Cole Porter), Catalogo del Teatro S. Carlo, Napoli, Dicembre 1998.

- “Soldati e filosofi: Malick e il Trascendentalismo americano”, Cineforum, 382, Marzo 1999.

- “La sottile linea rossa di Terence Malick”, L’Indice dei Libri, Aprile 1999.

- “Catastrofi anni ’50: giocare con la paura” (su Joe Dante), Cineforum, 385, Giugno 1999.

- “Il melodramma familiare americano anni ’50 e le sue contraddizioni”, Lo specchio della vita. Il melodramma nel cinema contemporaneo, a cura di G. Spagnoletti, Torino, Lindau, 1999.

- “Epica e mito degli anni Trenta”, Storia del cinema mondiale: Gli Stati Uniti, vol. II, a cura di G.P. Brunetta, Torino, Einaudi, 1999.

- “Il principe delle ambulanze” (su “Al di là della vita” di Scorsese)”, Noir in Festival 1999, Catalogo della manifestazione annuale di Courmayeur, Roma, Farenheit 451, 1999.

- “Strictly USA: The New Language of Sound in the American Film of the 1930’s”, Brave New Words. Strategies of Language and Communication in the United States of the 1930’s, ed. by B. Bosco Tedeschini Lalli e M. Vaudagna, Amsterdam, VU University Press, 1999.

- “Parlare a Ninotchka, ovvero: quale remake?”, Letteratura e Cinema. Il Remake, a cura di G. E. Bussi e D. Chiaro, Bologna, CLUEB, 1999.

- “Le due facce della medaglia” (su The Legend of Sleepy Hollow e American Beauty), Cineforum, 392, Marzo 2000.

- “La fantascienza”, Storia del cinema mondiale: Gli Stati Uniti, vol. III, a cura di G.P. Brunetta, Torino, Einaudi, 2000.

- “Cinema e romanzo: istruzioni (a posteriori) per l'uso”, Il cinema nella scrittura, a cura di B. Cuminetti e S, Ghislotti, Bergamo, Ed. Sestante, 2000.

- “Troppo vero per essere vero” (su American Beauty), L’Indice dei Libri, 4, Aprile 2000.

- “Niente staccionate in paradiso” (su Una storia vera), Cineforum, 393, Aprile 2000.

- “Il matto in maschera” (su Andy Kaufman e Man on the Moon), Cineforum, 394, Maggio 2000.

- “Un regista per tutte le stagioni?” (su Steven Spielberg), Cineforum, 395, Giugno 2000.

- “Il Dr. T e le donne di Robert Altman”, Cineforum, 399, Novembre 2000.

- “Dancer in the Dark di Lars von Trier”, Cineforum, 400, Dicembre 2000.

- “Cast Away di Robert Zemeckis”, Cineforum, 402, Marzo 2001.

- “Al capolinea inesplorato del corpo” (su American Psycho di M. Harron), Cineforum, 406, Luglio 2001.

- “A Mad World, My Gangsters. The Changing Notion of Crime in the Hollywood Film from the 30's to the 70's”, Rights, Deviancy, and Crime in a Transnational Era, ed. by G. Franci e R. Waldbaum, CLUEB. Bologna, 2001.

- “Le maschere di Frankenstein”, Mary versus Mary, a cura di L.M. Crisafulli e G. Silvani, Napoli, Liguori, 2001.

- “Sydney Pollack”, Hollywood 2000. Panorama del cinema americano contemporaneo, a cura di L. Gandini e R. Menarini, Recco-Genova, Le Mani, 2001.

- “Chuck Jones: la follia nel metodo”, Il cinema di Chuck Jones, a cura di M. Fadda e F. Liberti, Milano, Il Castoro, 2001.

- “Il crepuscolo della Old Hollywood (su “Il ritorno di Harry Collings” di P. Fonda), Catalogo della 16.a Settimana Internaz. Della Critica, 58.a Mostra Internaz. di Venezia, Milano, Il Castoro, 2001.

- “'Nessun Iddio allarga quei confini'. La metamorfosi e il cinema di fantascienza americano contemporaneo”, Science plus Fiction. La fantascienza tra antiche visioni e nuove tecnologie, a cura di M. Spanu, Torino, Lindau, 2001 (poi ristampato in Incontrare i mostri. Variazioni sul tema nella letteratura e cultura inglese e americana, a cura di M. T. Chialant, Napoli, Ed. Scientifiche Italiane, 2002).

- “Malattie attoriali: istinto e scuola nel cinema americano degli anni '30”, L'uomo visibile, Atti dell'VIII Convegno Internaz. di Studi sul Cinema, Udine 2001, a cura di L. Vichi, Udine, Forum, 2002.

- “Lo specchio (rotto) dei tempi” (sulla commedia brillante americana), Il cinema che ha fatto sognare il mondo. La commedia brillante e il musical, a cura di F. La Polla e F. Monteleone, Roma, Bulzoni, 2002.

- “Strictly USA: il musical americano e l'ideologia nazionale”, Il cinema che ha fatto sognare il mondo. La commedia brillante e il musical, a cura di F. La Polla, e F. Monteleone, Roma, Bulzoni, 2002.

- “Philip K. Dick a Hollywood. Ovvero: la quadratura del cerchio”, Philip K. Dick e il cinema, Roma, Fanucci, 2002.

- “Spazio: (pen)ultima frontiera, Spazio, a cura di M. Spanu, Torino, Lindau, 2002.

- “Dall'Atlantico al Mago di Oz” (sulla Route 66), Route 66, a cura di S. Parmiggiani, Milano, Skira, 2002.

- “Diamo a Cesare, ecc. ecc.” (su Minority Report di S. Spielberg), Cineforum, 420, Dicembre 2002.

- “Pinocchio di Roberto Benigni”, Cineforum, 420, Dicembre 2002.

- “La signora di mezzanotte di Mitchell Leisen”, Screwball & Romantic Comedy, a cura di M. Fadda, Bergamo, Lab 80, 2003.

- “No Irish Need Apply, ovvero: un'isola di gioia” (su Gangs of New York di M. Scorsese), Cineforum, 423, Marzo 2003.

- “Il complotto e il cinema americano moderno”, Cospirazioni, trame, Atti della Scuola Europea di Studi Comparati, a cura di S. Micali, Firenze, Le Monnier, 2003.

- “L'immagine ha una storia: il cinema, la narrativa e le nuove tecnologie”, Letteratura e scienza, a cura di D. Carpi, Bologna, Re Enzo Ed., 2003.

- “Cinema indipendente: alcuni malintesi”, John Sayles e il cinema indipendente USA, a cura di R. Pisoni e G. Spagnoletti, Torino, Lindau, 2003.

- “Conosco un'anziana signora...” Riflessioni occasionali sulla serialità”, Il film e i suoi multipli, Atti del IX Convegno Internaz. di Studi sul Cinema, Udine 2002, a cura di A. Antonini, Udine, Forum, 2003.

- “L'alieno dai mille volti. Mito e SF”, Science Fiction, a cura di F. Monteleone e C. Martino, Roma, Bulzoni, 2003.

- “Minerali”, Cose da un altro mondo. Percorsi nella SF hollywoodiana anni '50, a cura di M. Fadda, Bergamo, Lab 80, 2003.

- “Il signor van Sant, uno e due”, Gus van Sant genio ribelle, Cineteca, Dicembre 2003.

- “Frammenti di nulla” (su Elephant di Gus van Sant), Cineforum, 430, Dicembre 2003.

- “L'Utopia nell'immaginario cinematografico”, Dall'Utopia all'utopismo. Percorsi tematici, a cura di V. Fortunati, R. Trousson, A. Corrado, Napoli, CUEN, 2004.

- “L'astuto sempliciotto ed altri ossimori: Big Fish di Tim Burton”, Cineforum, 433, Aprile 2004.

- “Fenomenologia del making of”, Contemporanea. Rivista di studi sulla letteratura e la comunicazione, 1”, 2003, Pisa-Roma 2004.

- “'Roba da circo': il mito classico e il cinema”, Dioniso, Annale della Fondazione INDA, 3, 2004, Palumbo Ed., Palermo 2004, pp. 192-199.

- “And the Legend Was Printed. The Rise and Fall of American Journalism”, Print the Legend. Cinema and Journalism, a cura di G. Gosetti e J.-M. Frodon, Festival International du Film de Locarno, Paris, Ed. Cahiers du Cinéma, 2004, pp. 123-129. (ed. francese, ibid.).

- “A Tale of Two Cities: Batman e/è la metropoli”, Le corti e la città ideale, a cura di G. Morisco e A. Calanchi, Atti del Convegno di Urbino 2002, Fasano, Schena, 2004, pp. 157-65.

- “Ogni pianeta può essere Marte”, Catalogo del Future Film Festival di Bologna 2005, a cura di G. Fara e O. Cosulich, Bologna, Ed. Pendragon, 2005, pp. 58-62.

- “La Depressione c'è, ma non si vede”, U.S.A. 1929, a cura di P. Bellasi, U. Lucas e T. Sparagni, Milano, Mazzotta, 2005, pp. 145-49.

- “Woody Allen”, voce del Dizionario dei registi del cinema mondiale, a cura di G.P.Brunetta, Torino, Einaudi, 2005, pp. 33-37.

- “Francis Ford Coppola”, ibidem, pp. 384-88.

- “A New War Needs a New Show. Il musical hollywoodiano durante la seconda guerra mondiale”, Cinegrafie, 18, Recco, Le Mani Ed., 2005, pp.61-69 (e, in inglese, pp.262-70).

- “Il giorno dei tripodi” (su La guerra dei mondi di Steven Spielberg), Cineforum, 447, agosto/settembre 2005, pp. 12-14.

- “L'arte del non detto” (intervista esclusiva a Michael Cimino), ibid., pp. 2-5.

- “Sì, però il musical americano era anche un'altra cosa...”, Prove di drammaturgia, XI, 1, Luglio 2005, pp. 16-17.

- “L'irreale realtà di una tavola imbandita” (su La fabbrica di cioccolato di Tim Burton), L'Indice dei Libri, 11, Novembre 2005, p. 36.

- “Star Wars: Armed Conflicts and Science Fiction Films Today”, in US Science Fiction and War Militarism, special issue, ed. by Darko Suvin, of Fictions, III, 2004, Pisa-Roma, Istituti Editoriali Poligrafici Internazionali, 2005, pp. 39-50.

- “Ange, bon diable. Le film métaphysique ou film blanc”, LIGEIA. Dossier sur l'art, nn. 61-64, Juillet-Décembre 2005, spécial “Image Cinéma”, a cura di Patricia-Laure Thivat, Paris, 2005, pp. 221-28.

- “Le masque dissimulateur d'identité dans La vie privée de Sherlock Holmes et Avanti! de Billy Wilder”, CinémAction, n. monografico su Masque et lumière, dirigé par Penny Starfield, 118, Condé-sur-Noireau, 2006, pp.  168-73.

- “Macchine del tempo”, Catalogo del Future Film Festival 2006, a cura di G. Fara e O. Cosulich, Bologna, Pendragon, 2006, pp. 39-42.

- “Teoria del caso e disordine del mondo” (su Match Point di Woody Allen), L'Indice dei Libri, 2, Febbraio 2006, p. 36.

- “Contro una mistica del replicante”, Labirinti del fantastico, II, 1-2, gennaio-dicembre 2005, pp. 82-87.

- “Un insieme di thriller” (su Munich di S. Spielberg), Cineforum, 452, marzo 2006, pp. 14-16.

- “Interrogarsi sull'uomo: ancora su Minnelli (ma anche Sirk) e il melodramma, in Schermi d'Amore, Catalogo dell'omonimo festival cinematografico di Verona, 10ª ed., Venezia, Marsilio, 2006, pp. 44-51.

- “Niente ninna-nanna per la sinistra” (su Il Caimano di N. Moretti), Cineforum, 454, Maggio 2006, pp. 13-14.

- “Da Philip K. Dick a Hollywood, ovvero: la quadratura del cerchio”, in Trasmigrazioni. I mondi di Philip K. Dick, a cura di V. M. De Angelis e U. Rossi, Firenze, Le Monnier, 2006, pp. 275-81.

- “Canzoni per tutti” (su Radio America di R. Altman), Cineforum, 456, Luglio 2006, pp. 6-7.

- “Tante ultime trasmissioni” (su Radio America di R. Altman), L'Indice dei Libri, 9, settembre 2006, p. 32.

- “Colpevole finché dura: sull'ambiguità di Cary Grant”, in Cary Grant. L'attore, il mito, a cura di G. Alonge e G. Carluccio, Venezia, Marsilio, 2006, pp. 11-14.

- “Il Diavolo e il buon Dio”, in Sam Peckinpah. Il ritmo della violenza, a cura di F. La Polla, Recco, Le Mani, 2006, pp. 11-24.

- “Quando si parla di terrorismo” (su Il mercante di pietre e The Road to Guantanamo), Cineforum, 458, Ottobre 2006, pp. 73-74.

- “Il movente dell'architetto” (scheda di Frank Gehry: creatore di sogni di Sydney Pollack), Cineforum, 464, Maggio 2007, pp. 18-19.

- “L'esercizio innovativo di accostare l'inaccostabile” (su Robert Aldrich, Cineforum, 464, Maggio 2007, pp. 52-55 (con note su Un bacio e una pistola, Il grande coltello, Che fine ha fatto Baby Jane?, Quella sporca dozzina, I ragazzi del coro).

- “I suoi primi cinquant'anni: sviluppi e funzioni del melodramma cinematografico americano”, in Imitazioni della vita. Il melodramma cinematografico, a cura di S. Pesce, Recco, Le Mani, 2007, pp. 17-27.

- “His Own Private Utah. Sydney Pollack e lo scardinamento dei generi”, in Sydney Pollack. Il cinema, i film, a cura di L. Barisone e L. Gandini, Voir Trade Ed., Torino, 2007, pp. 94-99.

- “Su come avvicinare un mostro: tre esempi”, in La politica e la poetica del mostruoso, a cura di L. Di Michele, Liguori, Napoli, 2007, pp. 263-73.

- “'Go East, Young Man'. Lo swashbuckler orientale”, in L'Oriente. Storia di una figura nelle arti occidentali (1700-2000), a cura di P. Amalfitano e L. Innocenti, vol. II, Il Novecento, Bulzoni, Roma, 2007, pp. 355-62.

- “John Ford”, in Azione!, Come i grandi registi dirigono gli attori, a cura di P. Bertetto, Fondazione Cinema per Roma, Minimum Fax, Roma, 2007, pp. 65-80.

- “Variazioni Dylan” (su Io non sono qui di Todd Haynes), L'indice dei libri, n. 11, Novembre 2007.

- “L'Apocalisse come Weltschmerz: le radici culturali di Buffy”, in Buffy the Vampire Slayer. Legittimare la Cacciatrice, a cura di B. Maio, Bulzoni, Roma, 2007, pp. 79-96.

- “Il teatro di una rivoluzione” (su John Cassavetes), in John Cassavetes, a cura di J. Healy e E. Martini, Catalogo Retrospettiva del Torino Film Festival Giovani 2007, Milano, Il Castoro, 2007, pp. 62-74.

- “L'amore in guerra contro il tempo: Un'altra giovinezza di F: Coppola”, Cineforum, 470, Dicembre 2007, pp. 22-24.

- “Il domestico e l'esotico: il genio di Carl Barks”, Immagine e parola. Storie figure pedagogia, 20, Aprile 2008, pp. 50-58.

- “Discolo sanguinario” (sul film Sweeney Todd di Tim Burton), L'Indice dei Libri, 4, Aprile 2008, p. 35.

- “Tutte le arche del mondo”, in Ma questa è un'altra storia. Voci, vicende e territori della cultura in Emilia-Romagna (1978-2008), a cura di V. Cicala e V. Ferorelli, Bononia UP, Bologna, 2008, pp. 173-77.

- “Una metafisica dell'acqua”, in Anima dell'acqua, Catalogo dell'omonima mostra di Palazzo Reale a Milano, a cura della Fondazione DNArt, Ed. “L'Erma” di Bretschneider, Milano, 2008, pp. 382-85.

## Recensioni dal 1995
- "Inghilterra: il piacere del testo" (sulla collana monografica del BFI), Cinecritica, 1, Gennaio-Marzo 1996, p. 94.

- "Il mito della caccia e il cinema americano", ibid., 2/3, Aprile-Settembre 1996, p. 110.

- "A proposito di Vietnam", ibid., 4, Ottobre-Dicembre 1996, pp. 80-1.

- "Vita da star", in CineCritica, 5/6, Gennaio-Giugno 1997, p. 118.

- "Pericolo rosso, ma non tanto", in CineCritica, 8, Ottobre-Dicembre, 1997, p. 75.

- “Visioni di Trek”, L’Indice dei Libri, Luglio 1998.

- “Neri americani”, L’Indice dei Libri, Ottobre 1998.

- “Americani sulla strada”, L’Indice dei Libri, Novembre 1998.

- “Al di là dei sogni di Vincent Ward”, Cineforum, 380, Dicembre 1998.

- “Star Trek – L’insurrezione di Jonathan Frakes”, Cineforum, 385, Giugno 1999.

- “A. M.Torriglia, Broken Time, Fragmented Space. A Cultural Map for Post-War Italy”, Polis, XVII, 1, 2003.

- “Star Trek – La nemesi di Stuart Baird”, Cineforum, 426, Giugno/Luglio 2003.

- “De-Lovely di Irwin Winkler”, Cineforum, 440, Dicembre 2004.

- “Le cinéma américain des années '70 di Jean-Baptiste Thoret, Nuova Informazione Bibliografica, 1, Gennaio-Marzo 2007.

## Presentazioni di volumi dal 1995
- “Sul parlare a vanvera”, postfazione a Letti di Groucho Marx, Torino, Lindau, 1995.

- Presentazione a M. Marchesini, L'ombra del dubbio. Cinque trame per Alfred Hitchcock, Genova, le Mani, 1996, pp. 7-10.

- "Di che cosa parliamo quando parliamo di cinema", Prefazione a Quentin Tarantino, a cura di F. Gatti, Roma, Dino Audino, 1996, pp. 3-5.

- Prefazione a R. Menarini, Il cinema degli alieni, Alessandria, Ed. Falsopiano, 1999.

- Postfazione a V. Sobchack, Spazio e tempo nel cinema di fantascienza,  Bologna, BUP, 2001.

- Prefazione a D. Del Pozzo, Ai confini della realtà. Cinquant'anni di telefilm americani, Torino, Lindau, 2002.

- Prefazione a A. Tintori, Star Trek: uno specchio dell'America, Milano, Delos, 2004.

- Prefazione a G. Manzoli e G. Pescatore, L'arte del risparmio: stile e tecnologia, Roma, Carocci, 2005.

- Postfazione a H. Farrell, Che fine ha fatto Baby Jane?, Milano, Hobby & Work, 2005.

- Prefazione a M. A. Rumor, Created by, Latina, Tunué, 2005.

- Prefazione a “Martin Scorsese. Il mio viaggio nel cinema documentario”, Cineteca, Novembre 2005.

- Prefazione a G. Pescatore, L'ombra dell'autore. Teoria e storia dell'autore cinematografico, Roma, Carocci, 2006.

- Prefazione a P. A. Casadio, Allarme rosso. I film di fantascienza americani degli anni Cinquanta tra politica e ideologia, Ravenna, Longo, 2007.

### Traduzioni
- Robert F. Young,  La gigantessa, Mondadori, 1974
- Edgar Pangborn, Dentelungo e altri estranei, traduzione di Franco La Polla e Maria Benedetta De Castiglione, Classici Urania, Mondadori, 1985
- La Polla ha curato inoltre traduzioni da T.S.Eliot, Muriel Spark e numerosi poeti californiani.